# مسجد حاج غنی
مسجد حاج غنی مربوط به دوره قاجار و ساخته و هدیه شده از طرف حاج غنی، جد بزرگ خانواده غنی زاده به شهر شیراز است. این بنا در شیراز، دروازه اصفهان، ابتدای بازار وکیل واقع شده و این اثر در تاریخ ۸ مرداد ۱۳۸۱ با شمارهٔ ثبت ۶۰۳۰ به‌عنوان یکی از آثار ملی ایران به ثبت رسیده‌است. همایون غنی زاده کارگردان سرشناس تئاتر از نوادگان این بزرگ‌مرد می‌باشد. و این مسجد در سالهای۱۳۹۴تا ۱۳۹۶ توسط چند تن ار کسبه بازار و جوانی به نام حاج مهدی مرادی بازسازی و زیباسازی شد.

معماری مسجد : در سردر این مسجد کتیبه ای به خط نستعلیق شامل نام بانی مسجد(حاجی حسین)، تاریخ ساخت (1301) و اتمام مسجد (1303) بر روی سنگی از جنس مرمر حکاکی شده است.
بنای مسجد شامل دو رواق (شرقی و غربی) و دو شبستان (شمالی و جنوبی) است. در دوره های اخیر رواق های شرقی و غربی بوسیله درهای آهنی مسدود شده است.شبستان شمالی متشکل از دو بخش شرقی و غربی است که شبستان شمال غربی دارای 4 ستون سنگی و شبستان شمال شرقی دارای 2 ستون است . پوشش هر دو شبستان شامل گنبدهای ساده و کوچک است که با رواق هایی بر روی ستون ها و جرزهای اطراف قرار دارد. سقف رواق ها دارای کاشیکاری معقلی است. آزاره مسجد از سنگ سرخ فام است.